# Pro-Pain
Pro-Pain est un groupe américain de punk hardcore et groove metal, originaire de New York. Le groupe voit le jour en 1991.

## Histoire
Pro-Pain est formé en 1991, à New York, par Gary Meskil (ex-Crumbsuckers) après son départ de Heavy Rain. Il prend avec lui Tom Klimchuck à la guitare et Dan Richardson (ex-Crumbsuckers) à la batterie. Leur premier album studio, Foul Taste of Freedom, est sorti en 1992, affichant des influences hardcore punk et rap metal, après quoi le groupe signe chez Roadrunner Records, qui réédite l'album l'année suivante.
Leur deuxième album studio, The Truth Hurts, est publié en 1994. Il est d'abord interdit en raison de l'illustration de la pochette, comportant l'image d'une femme cousue après une autopsie. L'album comprend trois singles : Put the Lights Out, State of Mind et Gunya Down. En 1996 sort leur troisième album studio, Contents Under Pressure, suivi d'un quatrième album, l'éponyme |Pro-Pain en janvier 1998.  À la suite du déménagement du groupe à Sarasota, l'album auto-produit Act of God (1999) est signé chez Nuclear Blast Records. Sous le même label, ils sortent Round 6 en 2000 et l'album live Road Rage en 2001.  En 2004, ils sortent leur premier album chez Candlelight Records, Fistful of Hate.
Tom Klimchuck quitte le groupe en 2011 en raison de « circonstances imprévues concernant certains problèmes de santé potentiellement graves. » Il est remplacé par Adam Phillips (Indorphine). Ils participent au Hellfest de Clisson, en 2014. En 2015, le groupe publie son nouvel album studio, Voice of Rebellion. En mars 2016, le groupe annonce la réédition de ses deux premiers albums par SPV/ Steamhammer et Gary Meskil le 3 juin 2016. Le 3 juillet 2017, lors de la tournée de Voice of Rebellion, Gary Meskil est victime de vol avec violences et tentative d'homicide. Il est agressé au pic à glace à la sortie du Memphy's, rue de Tournai à Bruxelles 

## Membres

### Membres actuels
- Gary Meskil - chant, basse (depuis 1991)
- Marshall Stephens - guitare rythmique (depuis 2007)
- Adam Phillips - guitare solo (depuis 2011)
- Jonas Sanders - batterie (depuis 2011)

### Anciens membres
- Rick Halverson - batterie
- Mike Hollman - guitare rythmique
- Nick St Denis - guitare solo
- Dan Richardson - batterie (Crumbsuckers, Life of Agony)
- Dave Chavarriv batterie (Ill Niño, Soulfly, M.O.D., Laaz Rockit)
- Rob Moschetti - guitare rythmique (M.O.D.)
- Mike Hansel - batterie
- Eric Matthews - batterie (Biohazard, The Spudmonsters)
- Rich Ferjanic - batterie
- Eric Klinger - guitare rythmique (The Spudmonsters)
- JC Dwyer - batterie
- Tom Klimchuck - guitare solo (M.O.D.)

## Discographie
- 1992 : Foul Taste of Freedom
- 1994 : The Truth Hurts
- 1996 : Contents Under Pressure

- 2000 : Round 6
- 2002 : Shreds of Dignity
- 2004 : Fistful of Hate
- 2005 : Prophets of Doom
- 2007 : Age of Tyranny/The Tenth Crusade
- 2008 : No End in Sight
- 2010 : Absolute Power
- 2012 : Straight to the Dome
- 2013 : The Final Revolution
- 2015 : Voice of Rebellion

### Autres
- Road Rage Live (live)
- Raw Video (DVD live)
- Run for Cover (album de reprises)